# 日本柳叶箬
日本柳叶箬（学名：Isachne nipponensis）为禾本科柳叶箬属下的一个种。

## 扩展阅读
- 維基物種上的相關：日本柳叶箬